# Nimbella limbata
Nimbella limbata är en mossdjursart som beskrevs av Jullien och Calvet 1903. Nimbella limbata ingår i släktet Nimbella och familjen Lacernidae. Inga underarter finns listade i Catalogue of Life.